# 펜더 (차량)

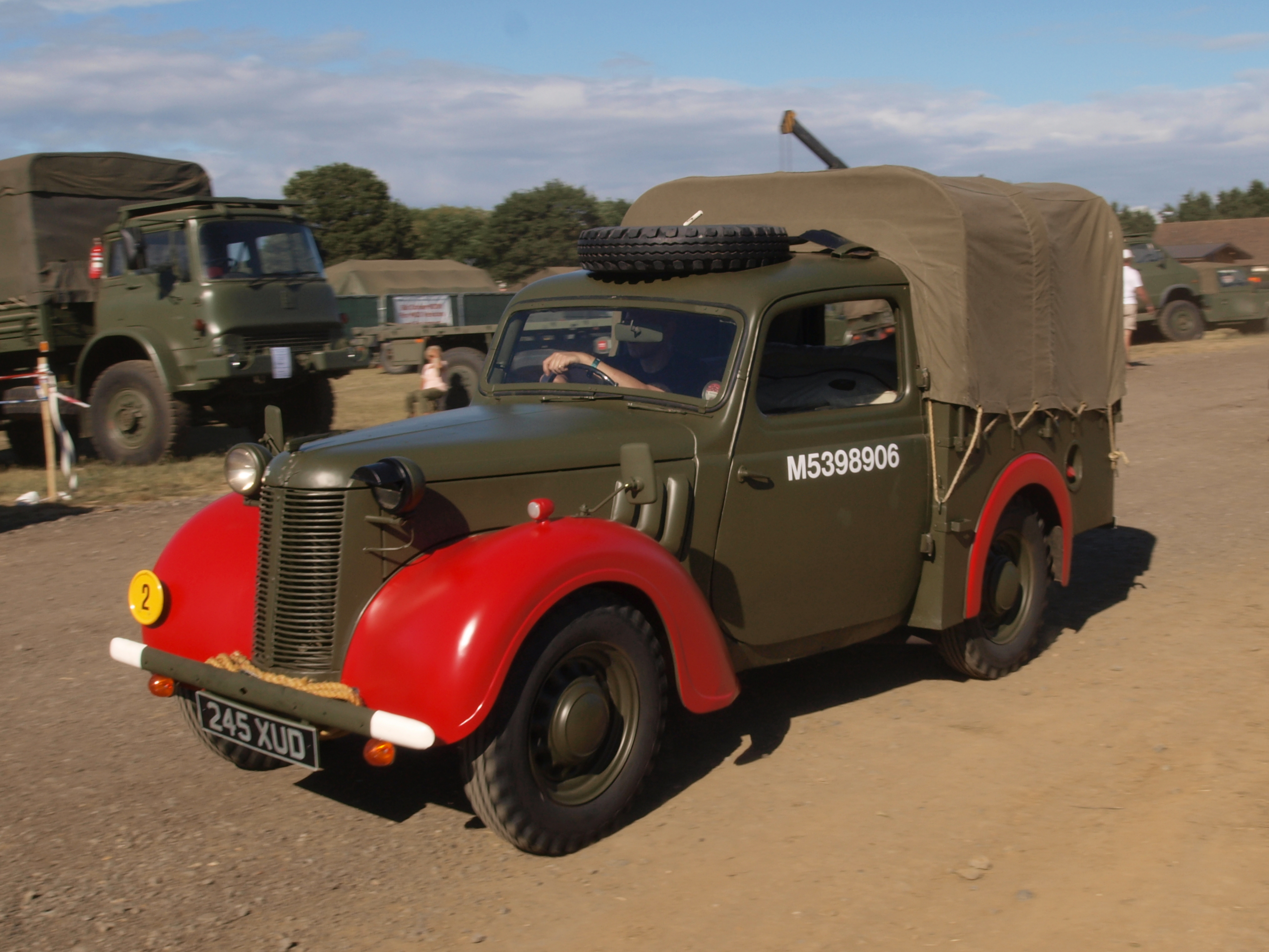
빨간 펜더가 있는 오스틴 10

펜더(Fender)는 자동차, 모터사이클 또는 바퀴를 잘 감싸는 기타 차체 부품(펜더 밑면)을 가리키는 미국 영어 용어이다. 주 목적은 회전하는 타이어에 의해 모래, 진흙, 암석, 액체 및 기타 도로 물보라가 공중으로 튀는 것을 방지하는 것이다. 펜더는 일반적으로 단단하며 도로 표면과 접촉하면 손상될 수 있다.
진흙과 같은 끈적한 물질은 매끄러운 타이어 외부 표면에 달라붙을 수 있는 반면, 돌과 같은 매끄럽고 느슨한 물체는 타이어가 지면 위에서 굴러갈 때 트레드 홈에 일시적으로 박힐 수 있다. 타이어가 부착된 물체에 운동 에너지를 전달함에 따라 이러한 물질은 타이어 표면에서 빠른 속도로 배출될 수 있다. 전진하는 차량의 경우 타이어 상단이 위쪽 및 앞쪽으로 회전하여 차량 앞의 다른 차량이나 보행자에게 공중으로 물체를 던질 수 있다.
영국 영어에서는 펜더를 윙(wing)이라고 한다. (이것은 전면 또는 후면 펜더를 의미할 수 있다. 그러나 최신 유니바디 차량에서는 후면 펜더를 쿼터 패널이라고도 한다.) 자전거나 오토바이의 동등한 구성 요소 또는 빈티지에 장착된 "사이클 윙" 스타일의 날개 자동차 또는 차체와 일체형이 아닌 트럭의 타이어는 영국에서 머드가드(mudguard)라고 한다. 이는 다른 도로 사용자, 자전거나 오토바이의 경우 라이더도 바퀴에 의해 뿌려지는 진흙과 물보라로부터 보호하기 때문이다.
현대 인도 영어와 스리랑카 영어에서는 날개를 머드가드라고 부른다. 그러나 머드가드라는 용어는 미국에서도 한때 사용되었던 것으로 보인다. 미국 작가 엘윈 브룩스 화이트는 1940년 10월 하퍼의 에세이 "Motor Cars"에서 "...젊은 세대가 부르는 머드가드 또는 '펜더'"를 언급한다.
미국에서는 경미한 교통사고를 흔히 '펜더 벤더'(fender bender)라고 부른다.

## 같이 보기
- 자동차 부품 목록
- 머드플랩
- 사이드 미러